# Bruno Boysen
Under krigen var der 2 tyske officerer i København ved navn Bruno Boysen.
Bruno Christoph Ingwer Boysen (dæknavn "Busse")  (1896 i Hadersleben (nu Haderslev), Flensborg-1952) Bruno Boysen, der var flyttet til Flensborg efter 1920, var under 2. verdenskrig tysk officer i “Abwehr” efterretningstjenesten og stationeret i København. Han drev under dække handelsspionage mod de allierede, ved hjælp af kontakter der kunne rejse til Sverige, via en importforretning, der lå på Gammel Kongevej på Frederiksberg. Bruno Boysen var vokset op i Vojens og talte godt dansk. Faderen var slagtermester i Vojens og døde der i 1941.